# Yumiko Kurahashi

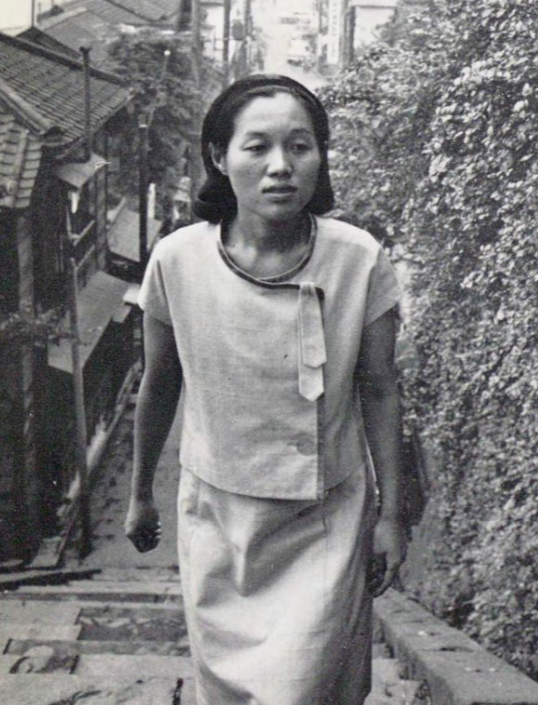
Yumiko Kurahashi (1965)

Yumiko Kurahashi (japanisch 倉橋 由美子, Kurahashi Yumiko, wirklicher Name: Kumagai Yumiko (熊谷 由美子); * 10. Oktober 1935 in Tosayamada (heute: Kami), Präfektur Kōchi auf Shikoku; † 10. Juni 2005) war eine japanische Schriftstellerin.

## Leben
Nach dem Besuch einer Schule für Zahnhygiene studierte Kurahashi französischer Literatur an der Meiji-Universität. Ihr Debütroman Parutai erschien 1960 in der Zeitschrift der Universität und danach in der Literaturzeitschrift Bungakkai. Er wurde mit dem Preis des Leiters der Publizistik an der Meiji-Universität (明大新聞学長賞) ausgezeichnet und für den Akutagawa-Preis nominiert. Für die Buchausgabe des Werkes erhielt Kumahashi 1962 den Frauenliteraturpreis. Im Folgejahr gewann sie den Tamura-Toshiko-Preis.
In den Folgejahren erschienen Erzählungen und Romane, mit denen sich Kurahashi als eine der bedeutendsten Vertreterinnen des postmodernen japanischen Romans profilierte. Nach einer Pause als Schriftstellerin, in der sie sich ihrer Familie und der Erziehung ihrer Töchter widmete, kehrte sie Anfang der 1980er Jahre mit der Märchensammlung Otona no tame no zankoku dōwa (Grausame Märchen für Erwachsene) in die Öffentlichkeit zurück, in denen sie nach dem Konzept der Intertextualität Märchen von Hans Christian Andersen und den Brüdern Grimm zu der klassischen japanischen Dichtung Konjaku monogatari und Franz Kafkas Die Verwandlung zu englischen Volkserzählungen in Beziehung setzte und Märchen von Charles Perrault, Tanizaki Jun’ichirō und Oscar Wilde mit griechischen Mythen verwob.
1987 erhielt Kurahashi für den Roman Amanon-koku ōkanki (アマノン国往還記, 1986) den Izumi-Kyōka-Literaturpreis. Er wurde 2006 in deutscher Übersetzung unter dem Titel „Die Reise nach Amanon“ veröffentlicht. Eine zweite Märchensammlung (Rōjin no tame no zanzoku dōwa, Grausame Märchen für Ältere) legte sie 2003 vor. Gegen Ende ihres Lebens wandte sie sich der Übersetzung von Kinderliteratur zu. Eine Neuübersetzung von Antoine de Saint-Exupérys Der kleine Prinz erschien posthum 2005.

## Werke (Auswahl)
- Natsu no owari (夏の終り, 1960)
  - dt. Am Ende des Sommers. Aus dem Japanischen von Michael Weissert. In: Mondscheintropfen. Japanische Erzählungen 1940–1990. Theseus-Verlag, Zürich, München 1993, ISBN 3-85936-061-2, S. 47–60
- Miira (ミイラ　木乃伊, 1961)
  - dt. Die Mumie. Aus dem Japanischen von Hisako Niki-Dahlen. In: Hefte für Ostasiatische Literatur Nr. 15 (November 1993). iudicium Verlag, München, ISBN 3-89129-338-0, S. 39–52
- Himawari no ie (向日葵の家, Das Haus mit den Sonnenblumen, 1968)[2]:7–59
- Kamisama ga itakoro no hanashi (神神がゐたころの話, Als die Götter noch lebten, 1971)[2]:61–116
- Amanon-koku okan ki (アマノン国往還記, 1986)
  - dt. Die Reise nach Amanon. Aus dem Japanischen von Monika Wernitz-Sugimoto und Hiroshi Yamane. be.bra verlag, Berlin 2006, ISBN 978-3-86124-901-6